# Радойчич, Даница
Даница Радойчич (серб. Даница Радојчић, известная также как Nina; 5 августа 1989) — певица из Сербии и доктор фармацевтических наук; представительница Сербии на конкурсе песни Евровидение 2011 с песней «Чаробан» (Čaroban, «Магический»), написанной сербской певицей и композитором Кристиной Ковач.

## Биография
Певица начала свою карьеру в 14 лет. Трижды становилась призёром местного музыкального конкурса «Златна сирена». Позднее Даница принимала участие во многих вокальных конкурсах Сербии и Балкан.
16 февраля была выбрана Кристиной Ковач (благодаря сервису Youtube) для исполнения написанной ею песни «Чаробан»; 26 февраля Даница прошла национальный отбор и стала представителем Сербии на Евровидении 2011 (по результатам голосования телезрителей, отдавших певице ок. 46 % голосов). Певица выступила 10 мая 2011 на Евровидении (в первом полуфинале), и по итогам европейского зрительского голосования ей удалось пройти в финал конкурса. В финале её выступление (предпоследнее по счёту) имело некоторый успех — набрав 85 баллов, Нина финишировала четырнадцатой.

## Дискография
Синглы
- 2008 — «Dokaži da me voliš»
- 2011 — «Čaroban»
- 2016 — «Colors of my love»
- 2020 — «Nemoćna»